# Walter FN
Walter FN/FNA byl nákladní automobil vyráběný v letech 1930–1935 firmou Akciová továrna automobilů Josef Walter a spol., Praha XVII - Jinonice ve verzích s nosností 3,5 t (FN) a až 4,5 t (FNA). Navazoval na její první nákladní typ vyráběný od roku 1924, Walter PN (Plocek – Nákladní). Ve stejném období 1930–1935 se vyráběl i slabší a menší Walter Comercial. Typ Walter FN/FNA byl odbornými komentáři vyzdvihován za trvanlivost podvozku, rychlost a pružný ekonomický chod motoru. Za nástupce automobilů Walter FN/FNA lze považovat automobily s podobnou resp. ještě větší nosností Walter Ideal (5t) a Walter Diesel SA12 (5t).

## Vznik a vývoj
K výrobě osobních automobilů Walter se záhy připojuje i výroba nákladních automobilů, autobusů a speciálních užitkových vozů. Užitkové a nákladní automobily a také autobusy firma Walter a spol. vyráběla po celé meziválečném období.
Rok 1930 byl u továrny Walter velmi významný díky představení mnoha novinek. U osobních automobilů to byly nové typy Standard 6 a Super 6, u užitkových automobilů typy Comercial a FN/FNA. Ve výrobě zůstávaly i dříve představené modely Walter 4-B a Walter 6-B u osobních aut a nákladní verze Walter PN. Nelze opomenout ani závodní automobil Walter Super 6B, který se v roce 1930 úspěšně představil v závodu do vrchu Zbraslav-Jíloviště a na Masarykově okruhu v Brně. Waltrova továrna v roce 1930 nabízela 7 různých typů sériových, osobních a užitkových automobilů. Představení typu FN veřejnosti proběhlo na podzimním pražském autosalonu v říjnu 1930 (XXII. ročník, 22.-29. října), kde byl součástí tovární expozici v tzv. Strojírně. O rok později byl představen modifikovaný typ FNA, který se vyráběl až do roku 1935.
V roce 1934, kdy výroba automobilky Walter vrcholila, byly na autosalonu v Praze vystaveny osobní automobily vlastní konstrukce Super 6 a Regent, licenční automobily Junior, Bijou, Princ a Lord a užitkové automobily PN, FNA, Universal 2,5t, Ideal 5-6t, Diesel 2,5t a 5t. Mimo to byly ještě vyráběny nákladní automobily Walter 1000 a Walter 1500 o nosnosti 1,0-1,5 t a Comercial 1,5 tuny. Továrna Walter pokrývala v nákladních vozech rozpětí nosnosti od 1 do 6 tun. Tuto nabídku doplňovala skříňová dodávka Walter Junior o nosnosti nákladu 250 kg. a valník Walter Bijou s nosností až 400 kg. Ještě pro rok 1935 nabízela jinonická továrna 22 variací osobních a užitkových automobilů.

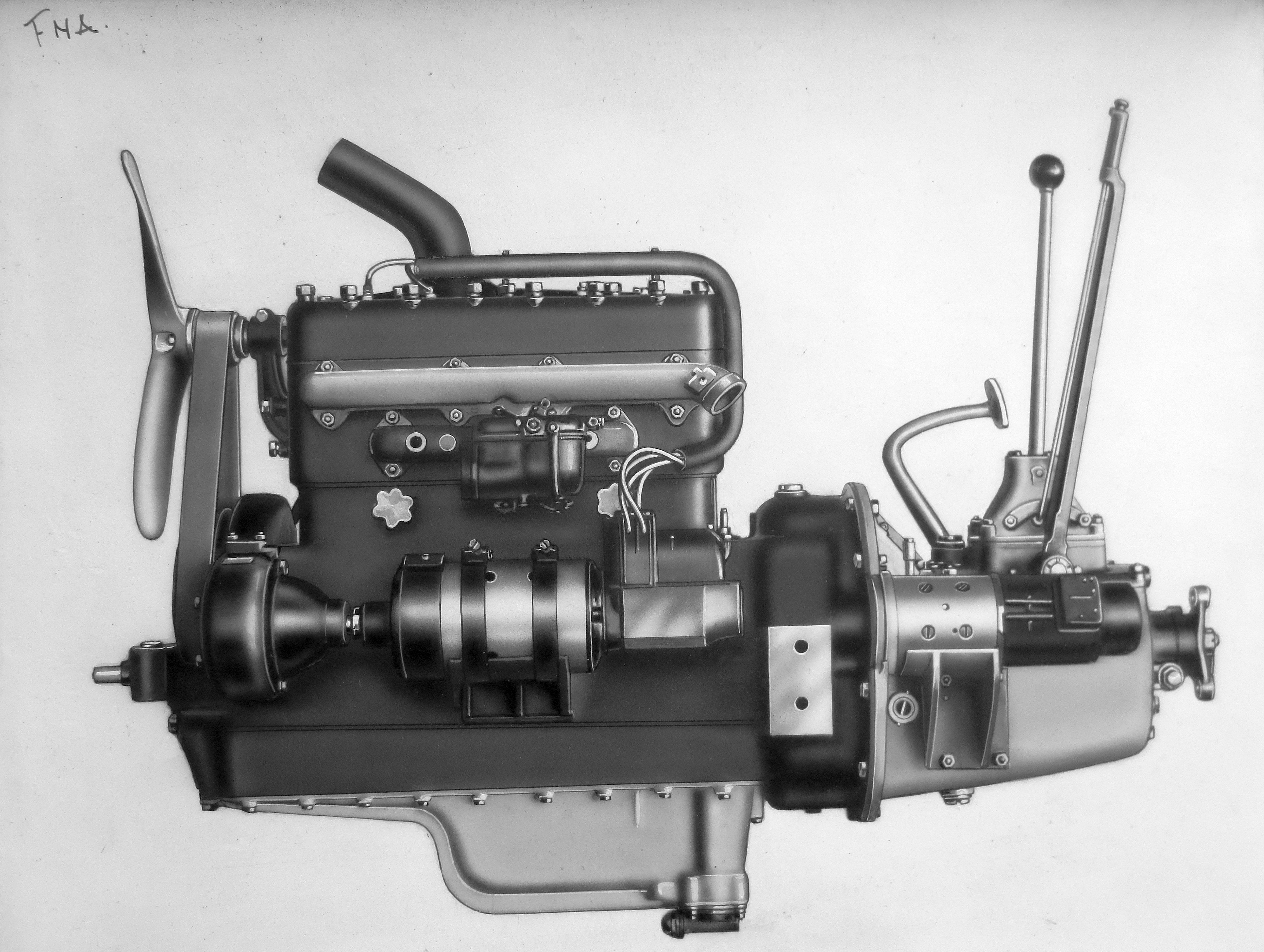
Walter FNA (1931) motor

## Motor
Klasický zážehový, čtyřdobý čtyřválcový motor 4R s rozvodem SV pro typ FN (1930) měl objem válců 5195 cm3 (vrtání 105, zdvih 150 mm). Stejný motor poháněl i o rok později představený autobus FNA (1931-5). Dosahoval výkonu 44,1 kW/60 k při 1800 ot/min. Stupeň komprese 4,85:1. Válce motoru byly odlity ze speciální šedé litiny. Hlava válců byla snímatelná pro snadnější čistění kompresních prostorů a pro příp. zabrušování ventilů. Motorová skříň byla uzavřena spodním, odlitým víkem z hliníkové slitiny, které současně bylo sběračem oleje. Motor byl uchycen v rámu třemi patkami, přední s pružnou podložkou a obě zadní s "ložisky" Silentblok. Čtyřikrát zalomený klikový hřídel byl uložen ve třech ložiscích, jejichž pánve byly vylity kompozicí. Ojnice I-průřezu byly vylisovány z chromniklové oceli, písty z hliníkové slitiny. I vačkový hřídel byl uložen ve třech ložiscích. Mazání motoru bylo tlakové, cirkulační. Olej byl tlačen čerpadlem s regulačním ventilem přes filtr do vrtaného klikového hřídele a rozvodového mechanismu. Termosifonové chlazení. Elektromagnetické zapalování s elektrickým spouštěčem Scintilla a s magnet-dynamem Scintilla GN 4 S (12 V, 100 W-WG) s automatickou změnou předstihu. Karburátor Zénith 42 UH. Z palivové nádrže na 100 l bylo palivo dopravováno ke karburátoru dvojitou elektromagnetickou pumpou. Spotřeba 30-36 l benzínu na 100 km. Náplň oleje 6 kg. Maximální rychlost 50-60 km/h dle typu karoserie. Tato rychlost by mohla být snadno překonána, protože výkon motoru byl tak vysoký, že musel být omezován regulátorem.
Jednodesková spojka společně s převodovkou 4+Z byly přimontovány přímo na motor. Motory pro typy FN resp. FNA neměly žádného motorického předchůdce z osobních automobilů a byly tedy originální konstrukce.

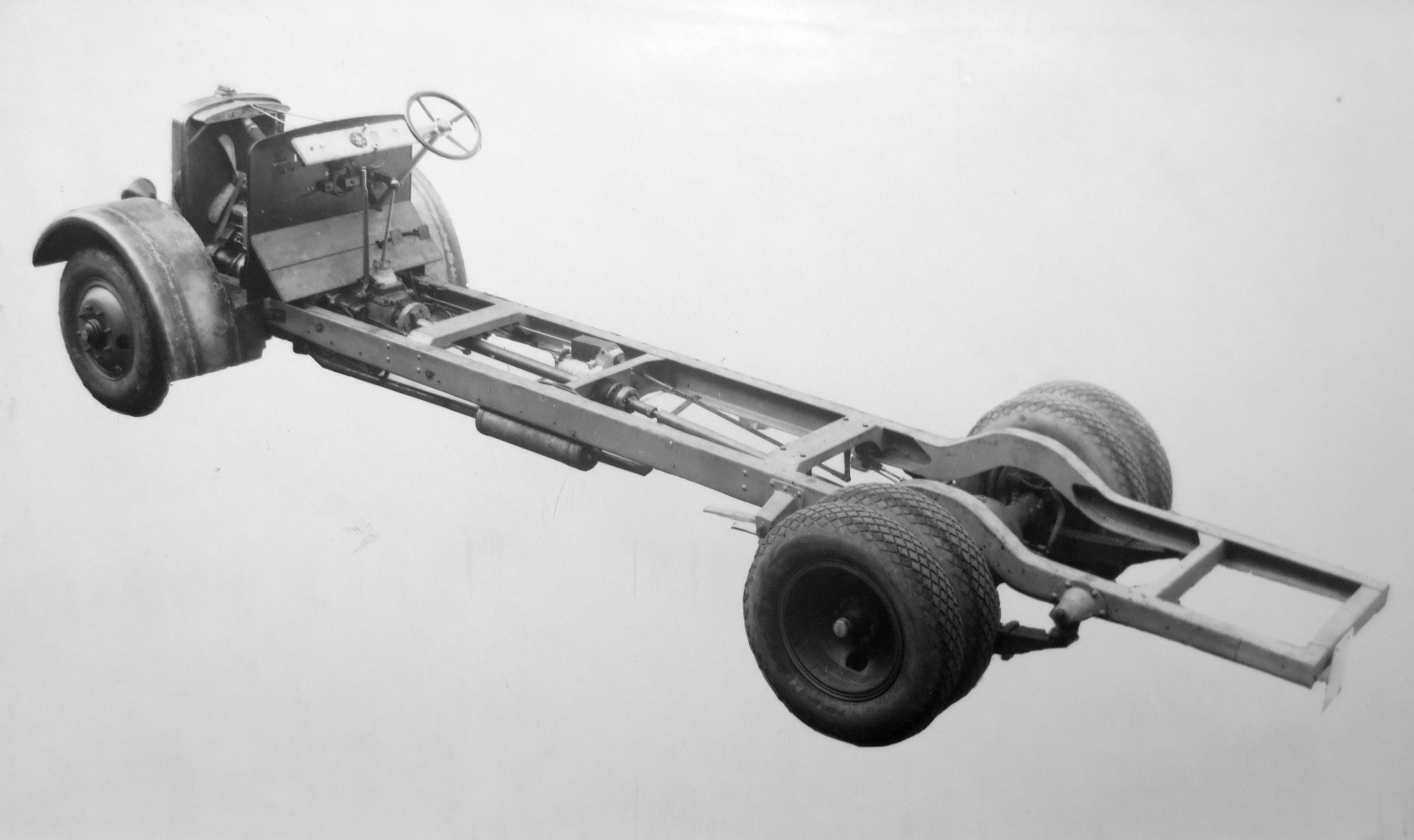
Walter FN (1930) podvozek

## Podvozek
Nízký, robustní rám ze dvou podélných nosníků a šesti příček z ocelového plechu byl vybaven kapalinovými brzdami Lockheed, které působily na všechna kola obou náprav a podtlakovou servobrzdou Bosch-Dewandre. Ruční brzda ovládaná pákou na převodové skříni působila pouze na zadní kola. Dvounápravový vůz měl klasický obdélníkový, žebřinový rám s tuhými nápravami, odpérovanými listovými péry (plochá, poloeliptická) s hydraulickými tlumiči, a měl snadno ovladatelné transmisní ústrojí (spojka, čtyřrychlostní skříň a zadní osa s kuželovým ozubením Gleason). Rám byl konstruován hlavně se zřetelem na rychlou a pohodlnou hromadnou autobusovou dopravu.
Rozvor 4800 mm, rozchod vpředu 1780 mm a vzadu 1685 mm. Pro autobusy měl podvozek prodloužený rozvor na 5900 mm, se kterým dosahoval rychlosti max. 55 km/h. Vzdálenost od země činila v zatíženém stavu jen 59 cm. Hmotnost podvozku 2300 kg, nosnost 4200 kg. Pneumatiky 36×8,25“ pro autobusy a 34×7“ pro nákladní dopravu. Na zadní nápravě byla kola montována dvojmo (dvoumontáž).

## Karoserie

### Valník

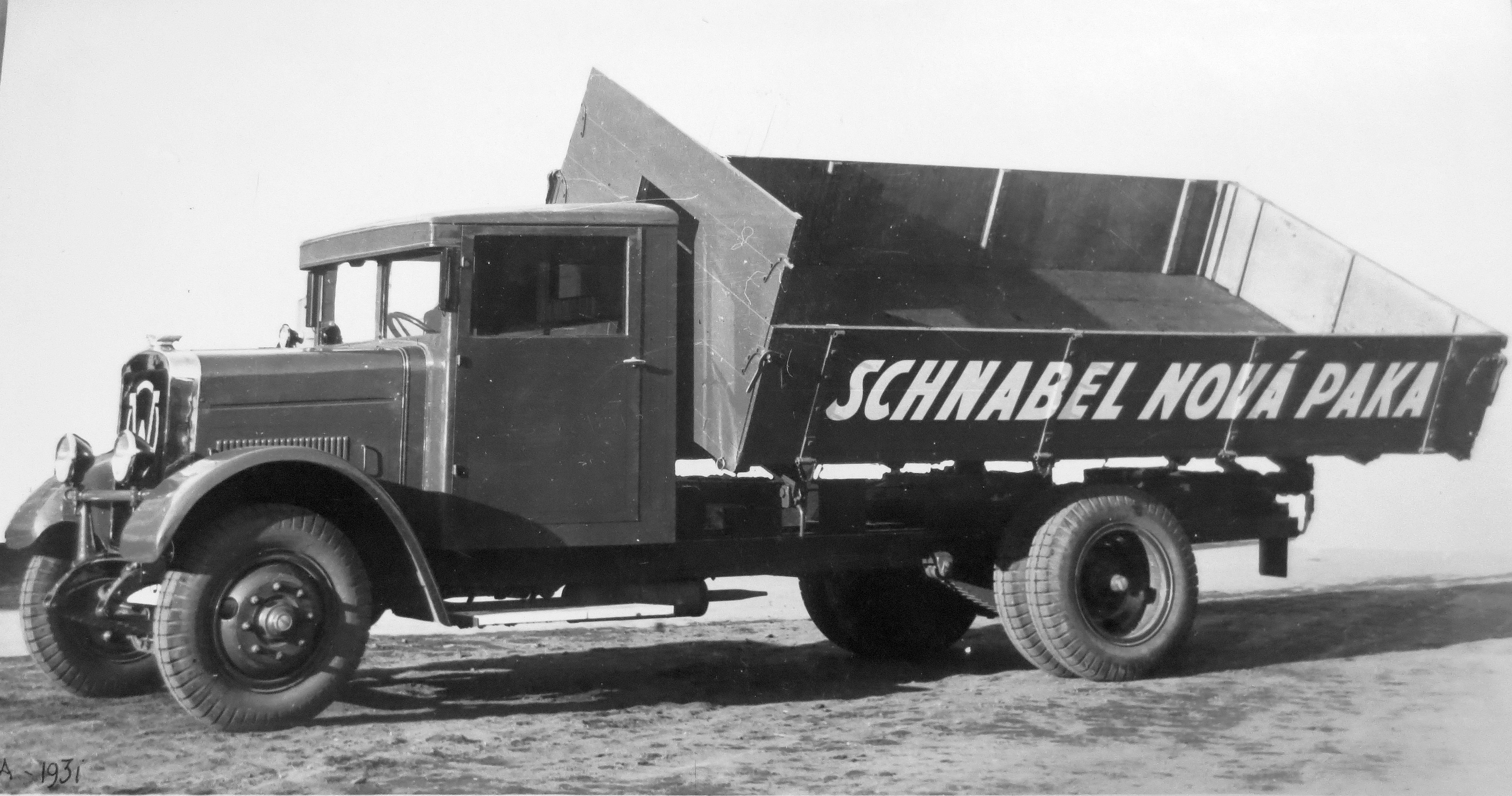
Walter FN (1931), nákladní sklápěč

Byl dodáván s krátkým nebo dlouhým šasi podle přání zákazníka. Kabina pro 3 osoby, velká ložná plocha 4,2x2,15 m, později 4,5×2,2 m tj. až 9,9 m2 se sklopnými postranicemi a zadní stěnou. Valník mohl být dodán i jako třístranný sklápěč. Nosnost 3,5 t (FN), později až 4,5 t (FNA). Dodával se i „pivovarský“ valník bez postranic pro přepravu sudů. V roce 1930 se samotný rám valníku prodával za 108 000 Kč a vybavený valník za 116 000 Kč, v únoru 1931 byly ceny mírně sníženy (podvozek 105 000 Kč, valník 114 000 Kč). V roce 1934 se valník FNA už prodával "jen" za 74 000 Kč, o rok později - po dalším snížení cen - se prodával za 69 000 Kč. Čelní stěna kabiny pro poslední roky výroby byla mírně zešikmena z cílem snížit aerodynamický odpor.

### Skříňový vůz
Tuto variantu nejvíce využívaly zasilatelské a stěhovací společnosti. Délka skříňové nástavby dosahovala délky 6 m.

### Tahač

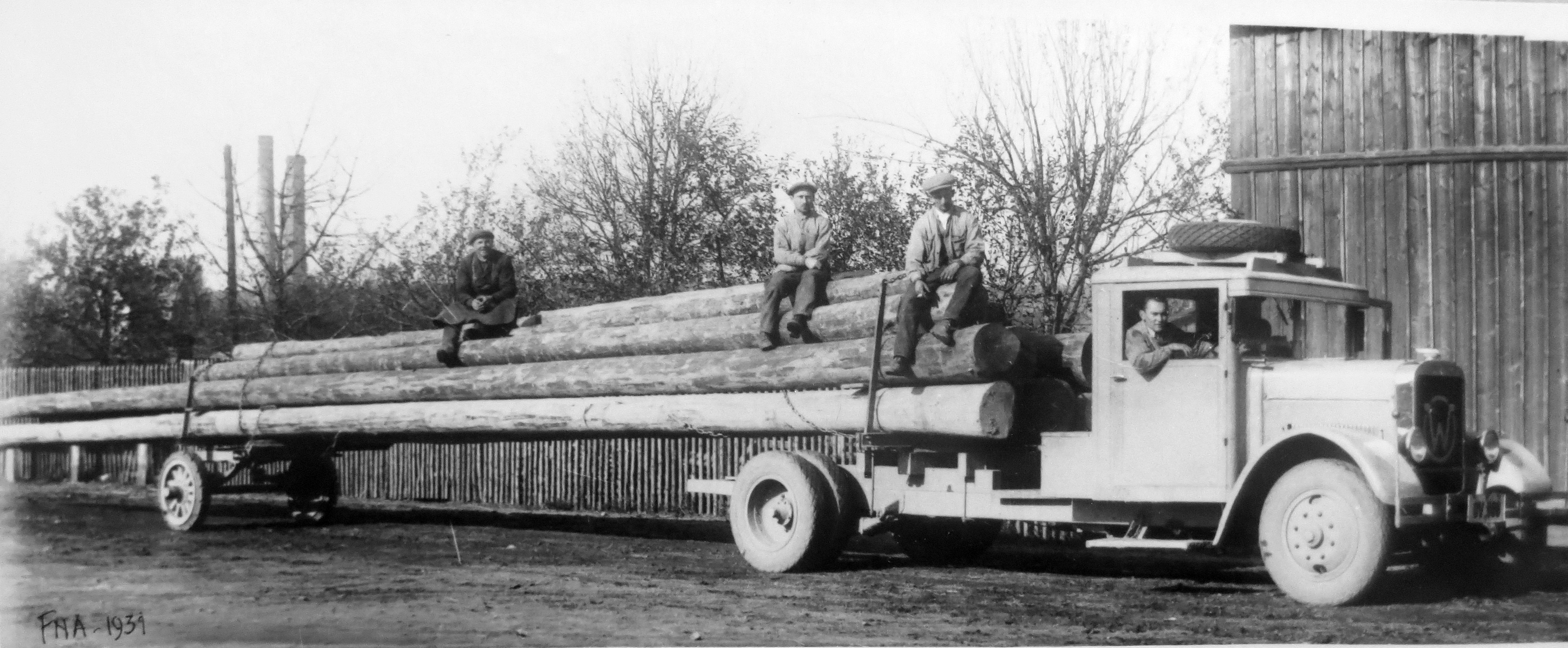
Walter FNA (1931), tahač

Tahač FNA sloužil pro dopravu velmi dlouhých předmětů, především v lesním hospodářství při přepravě kmenů. Speciální provedení tahače s návěsem mělo přívěsný, dvoukolový vozík.  Celková nosnost byla zvýšena na 6,5 t.

### Cisterna, hasičské vozy
Cisternový vůz s tankem na přepravu kapalin, zpravidla benzínu s kapacitou 3500 l. Byl vyráběn i v provedení jako hasičský cisternový vůz.

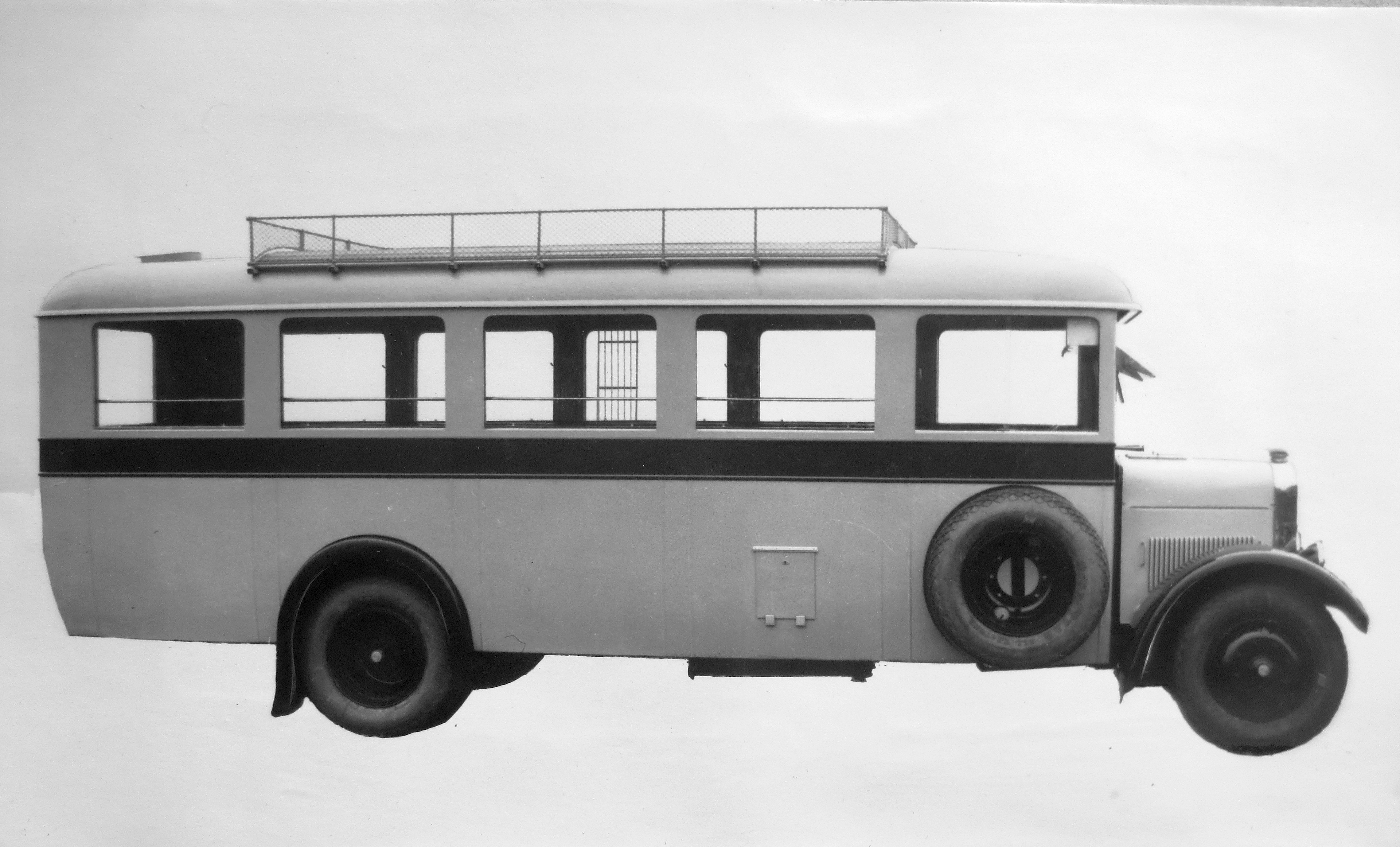
Walter FN, autobus (1930)

### Autobus

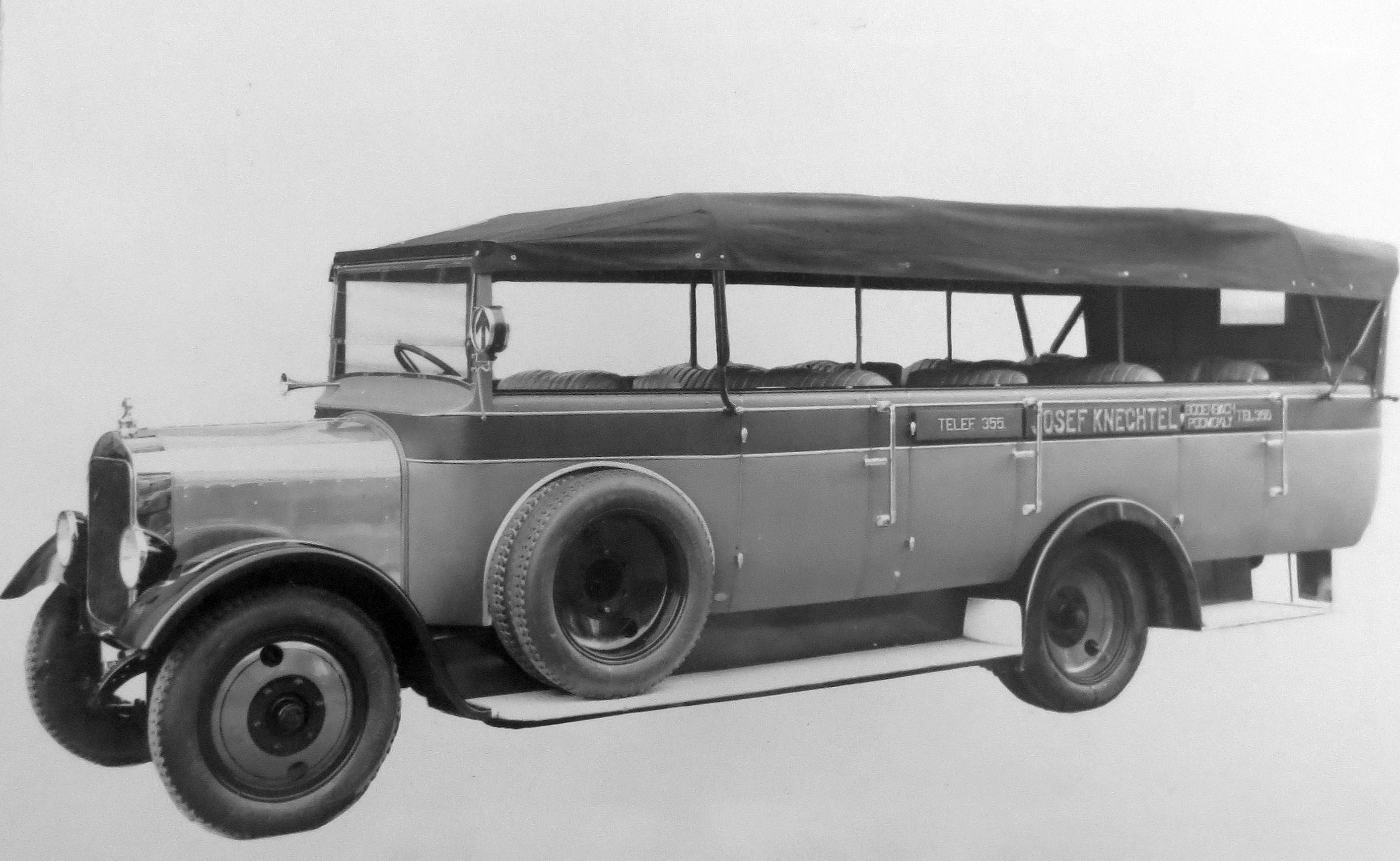
Walter autobus SunSaloon (1930)

Autobus FNA měl kapacitu pro 28 sedících resp. pro 22 sedících a 14 stojících pasažérů (24-36 osob). V roce 1930 se samotný podvozek FN prodával za 109 000 Kč, autobus v základní výbavě za 165 000 Kč. O rok později došlo k mírnému snížení cen (FNA) na 106 000 u podvozku a u kompletního autobusu na 150 000 Kč. Autobus FNA v provedení de luxe byl za 160 000 Kč. Luxusní autokar SunSaloon (1930) byl pro 37 osob sedících ve směru jízdy a měl posunovatelnou otevírací střechu. Autobusy byly pro nepřízeň počasí za příplatek vybaveny účinným větráním a topením. K zvláštní výpravě dály patřily: příčná sedadla, kompresor na huštění pneumatik, horská vzpěra, hodinky, stírače předních skel a druhé rezervní kolo s pneumatikou. Maximální délka karoserie činila 5850 mm, šířka 2200 mm, výška uvnitř kabiny 1920 mm, celková délka vozu 7300 mm, šířka 2250 mm a výška 2850 mm. Autobus dosahoval maximální rychlosti 55 km/h.

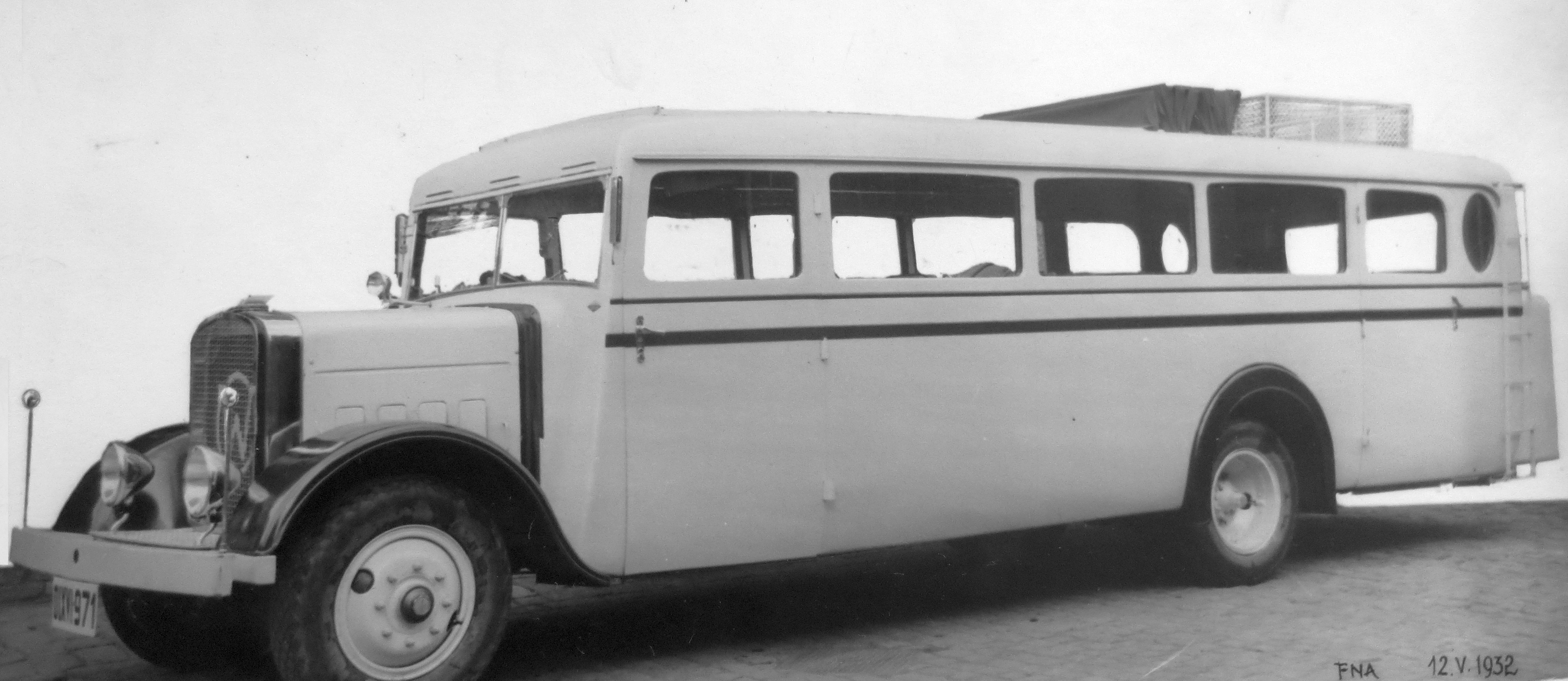
Walter FNA, autobus (1932)

Autobus typu FNA se Sodomkovou nástavbou byl například od roku 1931 využíván pro přepravu na trase Kolín - Lázně Poděbrady. Od roku 1931 využíval Walter Universal a později Walter FN soukromý dopravce Vojtěch Sova z Lažánek. Poslední model Walter FN z roku 1936 byl pro pravidelný autobusový provoz opatřen zájezdovou karoserií na zakázku zhotovenou u firmy Lepil v Rousínově. Bylo to jakési kabrioletové provedení, kdy se přes otevřený autobus dala přetáhnout plátěná střecha s bočními slídovými okénky.
Další FNA jezdil v Brně, kde sloužil v letech 1937–1945. Autobus z roku 1932 byl pro potřeby městské dopravy zakoupen od soukromého dopravce Svítila. Současně s nimi byly provozovány Elektrickými dráhami města Brna další tři autobusy na tomto podvozku, avšak s dieselovým motorem Walter Diesel SA12 (1936–1947).